# William Wallace (mathématicien)
Pour les articles homonymes, voir William Wallace (homonymie).
William Wallace (23 septembre 1768 - 28 avril 1843) est un mathématicien écossais.

## Biographie
Wallace est né à Dysart dans le comté de Fife où il a fait ses études. En 1784, sa famille déménagea à Édimbourg où il commença à apprendre le métier de relieur. Son goût pour les mathématiques était déjà prononcé, il utilisait ses heures de loisir pour s'instruire. Avant la fin de son apprentissage, il avait acquis des connaissances considérables dans les domaines de la géométrie, l'algèbre et l'astronomie. Il a en outre été aidé dans ses études par John Robison (1739-1805) et John Playfair (1748-1819) qui avaient appris ses capacités. Après divers changements de situation, dictés essentiellement par un désir de gagner du temps pour étudier, il devint assistant professeur de mathématiques à l'académie de Perth en 1794. En 1803, il changea pour un poste de professeur au collège militaire royal de Great Marlow. En 1819, il fut choisi pour succéder à John Leslie (1766-1832) à la chaire de mathématiques d'Édimbourg. Il avait la réputation d'être un excellent professeur. Mary Somerville a été l'une de ses étudiantes. En 1838, il quitta l'université pour cause de maladie.

## Contributions mathématiques

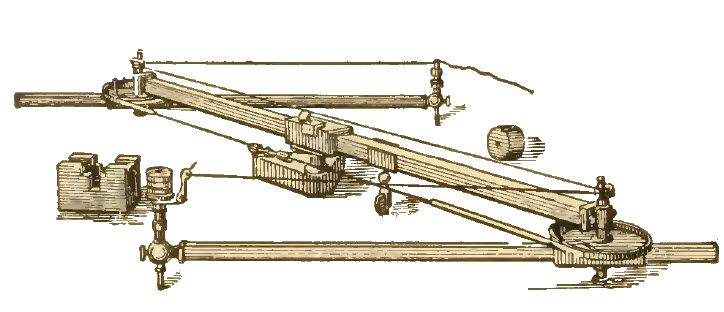
Eidographe de Wallace : instrument permettant de reproduire une figure par homothétie.

Dans ses premières années, Wallace était un collaborateur occasionnel du Mathematical Repository de Leybourne et du Gentleman's Mathematical Companion (Compagnon Mathématique du Gentilhomme). Entre 1801 et 1810, il contribua à des articles sur l'algèbre, les sections coniques, la trigonométrie, et plusieurs autres dans les sciences mathématiques et physiques pour la quatrième édition de l'Encyclopædia Britannica. Certains d'entre eux furent retenus dans les éditions ultérieures de la cinquième, voire jusqu'à la huitième. Il a également été l'auteur des principaux articles de mathématiques de l'Encyclopédie d'Édimbourg, éditée par David Brewster (1808-1830). Il a également contribué à de nombreux documents importants pour les Transactions de la Royal Society d'Édimbourg.
Il a principalement travaillé dans le domaine de la géométrie et en 1799, il fut le premier à publier le concept de la droite de Simson qui par erreur a été attribuée à Robert Simson. En 1807, il prouve un résultat sur les polygones d'une superficie égale, qui devint plus tard connu sous le nom théorème de Bolyai-Gerwien. Toutefois sa contribution la plus importante aux mathématiques britanniques, c'est qu'il a été l'un des premiers mathématiciens à introduire et à promouvoir la version du calcul intégral développée dans l'Europe continentale.
Il est également le concepteur d'un instrument de dessin destiné à remplacer le pantographe : l'eidographe.

## Source
- (en) Cet article est partiellement ou en totalité issu de l’article de Wikipédia en anglais intitulé « William Wallace (mathematician) » (voir la liste des auteurs).